# Leopard 2A4
 (juin 2023).
La mise en forme du texte ne suit pas les recommandations de Wikipédia : il faut le « wikifier ».
Les points d'amélioration suivants sont les cas les plus fréquents :
- Les titres sont pré-formatés par le logiciel. Ils ne sont ni en capitales, ni en gras.
- Le texte ne doit pas être écrit en capitales (les noms de famille non plus), ni en gras, ni en italique, ni en « petit »…
- Le gras n'est utilisé que pour surligner le titre de l'article dans l'introduction, une seule fois.
- L'italique est rarement utilisé : mots en langue étrangère, titres d'œuvres, noms de bateaux, etc.
- Les citations ne sont pas en italique mais en corps de texte normal. Elles sont entourées par des guillemets français : « et ».
- Les listes à puces sont à éviter, des paragraphes rédigés étant largement préférés. Les tableaux sont à réserver à la présentation de données structurées (résultats, etc.).
- Les appels de note de bas de page (petits chiffres en exposant, introduits par l'outil «  Source ») sont à placer entre la fin de phrase et le point final[comme ça].
- Les liens internes (vers d'autres articles de Wikipédia) sont à choisir avec parcimonie. Créez des liens vers des articles approfondissant le sujet. Les termes génériques sans rapport avec le sujet sont à éviter, ainsi que les répétitions de liens vers un même terme.
- Les liens externes sont à placer uniquement dans une section « Liens externes », à la fin de l'article. Ces liens sont à choisir avec parcimonie suivant les règles définies. Si un lien sert de source à l'article, son insertion dans le texte est à faire par les notes de bas de page.
- La présentation des références doit suivre les conventions bibliographiques. Il est recommandé d'utiliser les modèles {{Ouvrage}}, {{Chapitre}}, {{Article}}, {{Lien web}} et/ou {{Bibliographie}}. Le mode d'édition visuel peut mettre en forme automatiquement les références.
- Insérer une infobox (cadre d'informations à droite) n'est pas obligatoire pour parachever la mise en page.

Pour une aide détaillée, merci de consulter Aide:Wikification.
Si vous pensez que ces points ont été résolus, vous pouvez retirer ce bandeau et améliorer la mise en forme d'un autre article.
Le Leopard 2A4 Allemand est la quatrième version du char de combat Leopard 2.
Entré en service dans la Bundeswehr en 1985, il y a eu 19 pays utilisateurs du Leopard 2A4, actuellement il reste 16 pays utilisateurs.
Voir la page sur le Leopard 2 pour les prototypes

## Introduction
Un total, 2 125 chars de combat Leopard 2A0 à 2A4 ont été construits pour la Bundeswehr en huit lots de production. En plus des 1 800 Leopard 2 des premiers lots de production construits jusqu'en mars 1987, de janvier 1988 à mars 1992, 325 véhicules supplémentaires ont été construits dans le cadre des 6e, 7e et 8e lots de production pour remplacer les Leopard 1A4 de la 10. Panzerdivision.
L'adaptation technique des lots plus anciens n'a été que partiellement réalisée par la suite. Le système de mise à zéro du canon, par exemple, a été installé sur tous les véhicules, tandis que les nouvelles jupes latérales légères et lourdes n'ont été montées que sur certains Leopard 2. Le dernier véhicule du 8e lot de production a été remis au Gebirgspanzerbataillon 8 lors d'une cérémonie qui s'est déroulée le 19 mars 1992. Les Leopard 2A4 des lots de production 6 à 8 n'ont été utilisés par les troupes que pendant une très courte période, car ils ont été utilisés de préférence pour la conversion en Leopard 2A5. En 2008, les derniers Leopard 2A4, qui n'étaient alors utilisés que par l'unité de formation du Centre d'entraînement au combat de l'armée allemande, ont été retirés du service.
| Lot de production | Quantité | Période           | Version |
| ----------------- | -------- | ----------------- | ------- |
| 1er               | 380      | 10/1979 - 03/1982 | A0      |
| 2e                | 450      | 03/1982 - 11/1983 | A1      |
| 3e                | 300      | 11/1983 - 11/1984 | A1      |
| 4e                | 300      | 12/1984 - 12/1985 | A3      |
| 5e                | 370      | 12/1985 - 03/1987 | A4      |
| 6e                | 150      | 01/1988 - 05/1989 | A4      |
| 7e                | 100      | 05/1989 - 03/1990 | A4      |
| 8e                | 75       | 01/1991 - 03/1992 | A4      |

## Variantes

### Char 87 / Panzer 87
Version suisse produite à 380 exempalires.

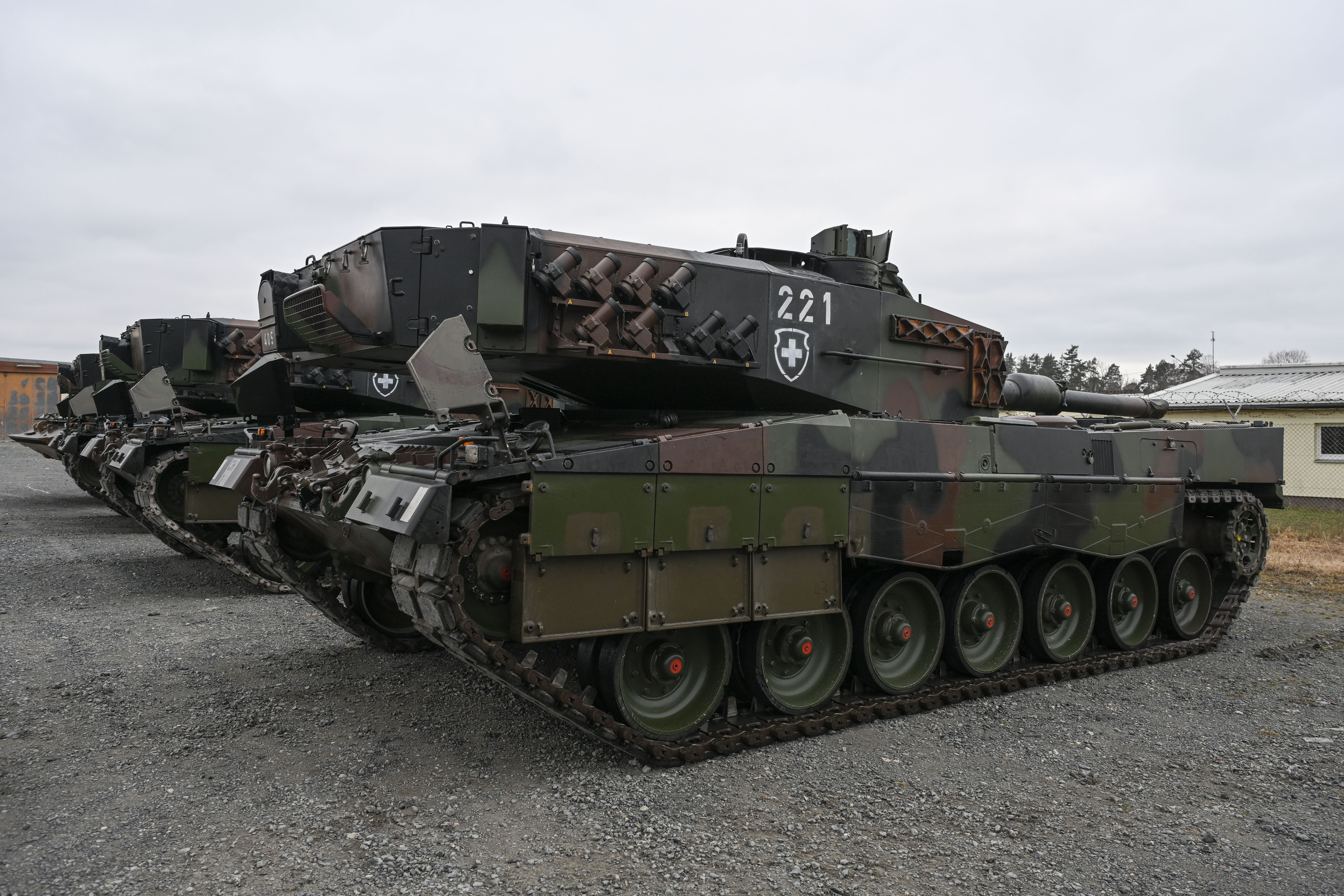
Un Pz 87 suisse lors de Strong Europe Tank Challenge 2025.

### Stridsvagn (Strv) 121[4]
Au milieu des années 1980, l'armée suédoise disposait d'une flotte d'environ 350 Centurion (désignation suédoise Strv 101/102/104) et de 300 chars Strv 103 (S-Tank). Les deux types de chars avaient déjà fait l'objet de plusieurs programmes d'amélioration des capacités de combat.
Il était prévu que le programme MBT 2000 aboutisse au remplacement du Centurion à la fin des années 1990. Entre 1984 et 1987, des études ont été menées pour examiner les différentes solutions suivantes :
- Un autre programme d'amélioration les capacités de combat pour les chars Centurion et Strv 103 en service.
- Acquisition d'un nouveau char de combat de conception et de production étrangères.

- Production d'un char de combat de conception étrangère sous licence en Suède.

- Développement et production d'un nouveau char de combat indigène

Plusieurs véhicules expérimentaux différents et très intéressants (la série UDES) ont été fabriqués et testés. Du point de vue du concept, la plupart d'entre eux n'avaient rien à voir avec les chars de combat conventionnels. Entre autres, des véhicules à direction articulée et des canons de chars montés à l'extérieur ont été testés. Bien que certaines des nouvelles technologies testées présentaient des avantages, aucun des véhicules expérimentaux n'ont été acceptés. La poursuite du développement du Strv 2000 a donné lieu à un grand nombre d'innovations techniques (système de chargement automatique situé à l'arrière de la tourelle, équipage de deux personnes dans la tourelle assis à droite de l'armement principal, un canon coaxiale de 40 mm montée à gauche de l'armement principal, pignons d'entraînement avant, etc.). Le développement des différents composants techniques du véhicule a fait exploser les coûts de développement.
Dans le même temps, il est devenu évident qu'en raison de la situation du marché, les chances d'exporter le nouveau char seraient minces. Il existe quelques parallèles avec la situation en Suisse. Comme la Suisse quelques années plus tôt, la Suède a d'abord essayé de développer son propre char de combat national. En raison de l'augmentation des coûts, le projet a été abandonné en 1989. Les essais menés en 1989 avec des Leopard 2A4 et des M1A1 Abrams empruntés ont clairement montré qu'un remplacement du S-Tank était imminent. C'est ainsi qu'un cahier des charges pour un nouveau char de combat pour l'armée suédoise a été publié.

Sur les 160 Strv 121, 159 ont été mis en service. Les véhicules ont été remis aux brigades d'infanterie mécanisée 7, 8 et 10. Il était prévu d'équiper les brigades mécanisées 9 et 19 avec le Strv 122 dès que le véhicule serait disponible. Par conséquent, dans un premier temps et pour une période limitée, les brigades d'infanterie mécanisée ont été dotées de l'équipement le plus moderne. La modification la plus évidente apportée aux véhicules Strv 122 consistait à les peindre avec le motif de camouflage suédois en zigzag à trois couleurs et à bords droits.
D'autres modifications de moindre importance ont également été apportées :
- Montage de nouvelles radios et prises d'antenne
- Réflecteurs
- Support rond pour le garde-boue avant
- Dispositifs à l'arrière droit et à l'avant
- Bâche pour le compartiment de rangement arrière de la tourelle

Le Strv 121 est généralement dépourvu de la boîte de rangement pour la brosse de nettoyage du canon qui est normalement montée à l'arrière de la tourelle. Un véhicule, portant le numéro de production '210911', est resté au FMV de Skövde. Il est utilisé pour des études liées à d'autres programmes d'amélioration de la capacité de combat. Il a été testé pour déterminer comment améliorer la convivialité du véhicule et comment le conditionner pour qu'il réponde à la norme Strv 122. Dans le cadre du programme Strv 121B, une sélection de modifications mineures, mais efficaces a été effectuée :
- Caméra de recul pour le conducteur

- Système électrique d'asservissement du canon
- Téléphone Tank-infanterie et interphone Strv 122

- Système de décharge de grenades fumigènes GALIX
- Couvercle rabattable pour la boîte de rangement de la tourelle précédemment ouverte
- Conversion en une prise d'air du compartiment moteur par aspiration

On ne sait pas si une modernisation du système de commandement et de contrôle TCCS était prévue.
En raison d'une réduction des forces armées suédoises, le Strv 121 a été affecté à des unités de réserve et mis en sommeil. Parallèlement, les projets d'amélioration de la capacité de combat des véhicules ont été abandonnés. Les véhicules ont été stockés à différents endroits dans le sud de la Suède, toujours accessibles pour les alertes. Vers 2011, ces entrepôts, qui ressemblaient de l'extérieur à de simples granges, ont été démantelés. La localisation du Strv 121 a déjà été décrite ci-dessus.

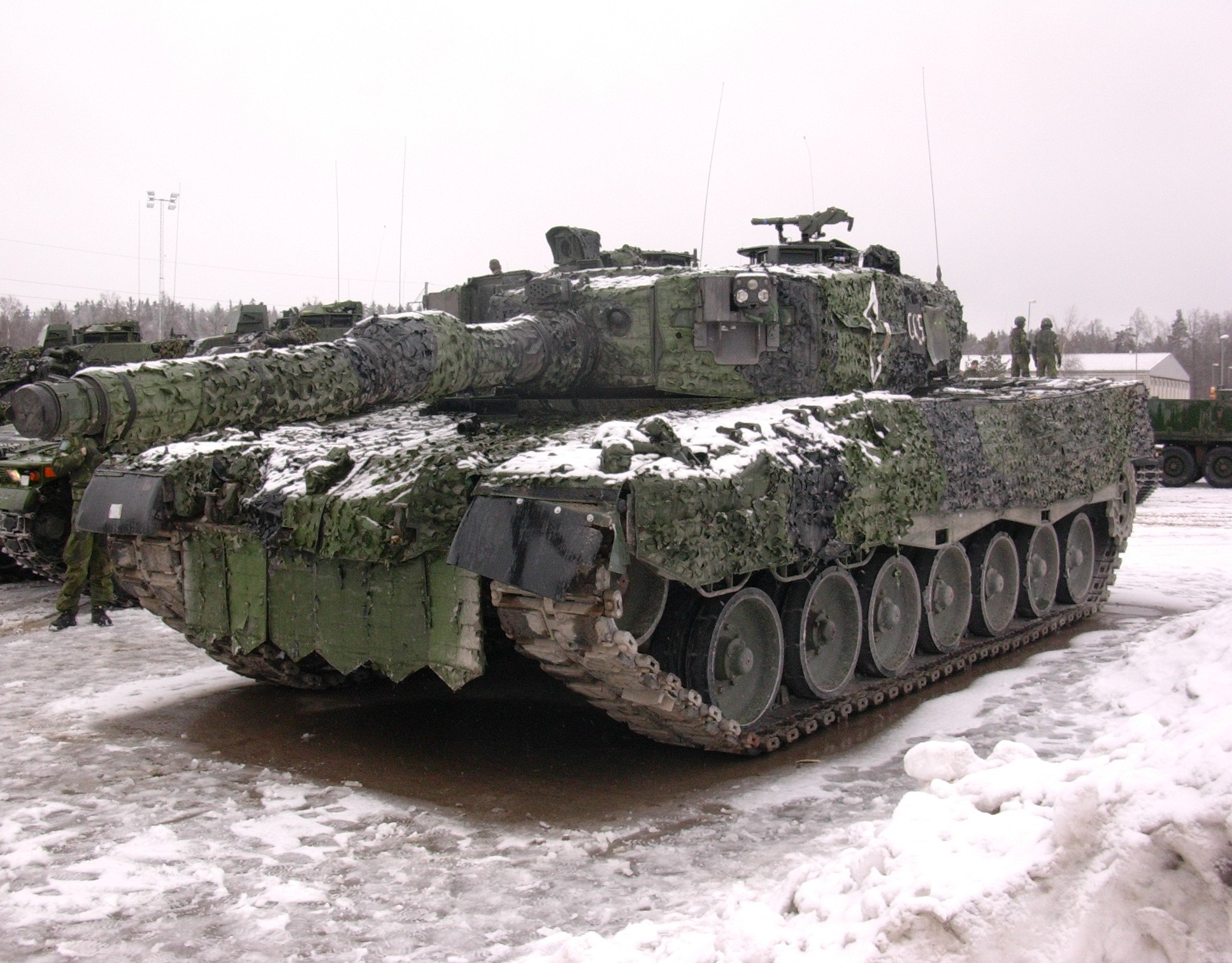
Strv 121

### Leopard 2A4 CAN
Modèle canadien. (description en attente)

### Leopard 2A4M CAN[5]
20 Leopard 2A4 spécialement convertis devaient remplacer ceux déployés en Afghanistan à partir de septembre 2010. Le Leopard 2A4M CAN qui en a résulté a été initialement désigné 2A4 (Ops) et a reçu la protection contre les mines, l'entraînement électrique de la tourelle et les gilets de refroidissement déjà utilisés sur le 2A6M CAN. Le système de refroidissement est conçu pour refroidir également l'électronique. Le plus frappant, cependant, est la protection balistique supplémentaire sur la tourelle et la caisse, qui a été technologiquement dérivée du projet PSO. La structure de la tourelle est restée inchangée. À l'arrière, comme sur le 2A6M CAN, la protection à lamelles, plus légère, a été installée.
D'autres caractéristiques canadiennes, telles que les socles d'antenne en forme de T, la vision nocturne du conducteur ou les boîtes de rangement, ont été installées. Le canon Rh-120 L/44 de 120 mm a été laissé en place et le train de roulement est équipé d'un tendeur de chaîne hydraulique.
Cinq 2A4M CAN ont été envoyés en Afghanistan. Comme le Leopard 2A6M CAN, ils ont été équipés du système de camouflage et d'isolation Barracuda. En 2015/16, les Leopard 2A4M CAN ont été convertis aux dispositifs d'imagerie thermique ATTICA dans l'EMES de l'artilleur et le PERI du commandant (PERI R17A3L4). Cela a nécessité une plus grande découpe dans le toit de la tourelle pour le PERI.
Le Leopard 2A4M CAN est utilisé au Canada sans le Barracuda et sans la protection grillagé, mais avec les éléments de protection supplémentaires lors de l'entraînement.

### Leopard 2A4FIN[6]
En 2002 à un contrat d'achat de 124 chars Leopard 2A4 provenant des stocks allemands. Ces véhicules ont été mis en vente par le gouvernement allemand à la suite de la réduction de ses forces terrestres causée par les changements politiques de la fin des années 1990. Alors que trois véhicules livrés au début de 2003 faisaient l'objet d'un programme de maintenance et de réparations nécessaires chez Rheinmetall Landsysteme avant d'être livrés à la Finlande, les 121 autres véhicules de la première commande ont été livrés directement à la Finlande à partir des stocks de l'armée allemande au cours de l'été 2003, la maintenance, les modifications et les réparations étant effectuées ultérieurement. Tous les véhicules n'étaient pas destinés à être utilisés comme chars de combat. Seul un lot de 100 véhicules a été affecté au rôle de chars de combat et douze autres ont été utilisés comme véhicules cannibalisés. Six véhicules devaient être convertis en véhicules ponts (Leopard 2L) et six autres en véhicules blindés de génie et de déminage (Leopard 2R). Plus tard, un autre contrat a été signé pour la livraison de 15 Leopard 2A4 supplémentaires provenant des stocks allemands. Ces véhicules étaient également destinés à servir de pièces de rechange et il était prévu de retirer du service actif certains véhicules extrêmement usés et de les remplacer par des véhicules bien entretenus provenant du stock de pièces de rechange. Au total, la Finlande a acheté 139 Leopard 2A4 de la première à la sixième série de production. Au cours de l'été 2003, le Leopard 2A4 a été présenté au public pour la première fois à Hämeenlinna, puis à Parola, au siège de la brigade blindée Panssariprikaati. Le véhicule exposé, 'Ps273-93', ne présentait aucune des modifications finlandaises ultérieures, mais il était peint dans le schéma de camouflage tricolore splinter bien connu en Finlande. Une erreur s'est produite sur ce véhicule ainsi que sur un autre véhicule, le 'Ps273-94', lors de la peinture du schéma de camouflage officiel : il manquait une tache verte à l'avant droit de la tourelle. En 2004, un autre Leopard 2A4 a été exposé lors d'un événement public de la brigade blindée. Pour la première fois, le véhicule exposé présentait quelques modifications mineures qui concernaient principalement l'amélioration de l'accessibilité du véhicule, du fait de son utilisation pendant les longs et froids hivers finlandais. De grandes surfaces antidérapantes en gravier ont été ajoutées au toit de la tourelle, ainsi que des zones de grillage en forme de diamant à l'endroit où l'équipage monte sur le véhicule, afin d'éviter le risque de glisser lorsque les surfaces sont humides ou glacées. De plus, les trous de pied dans les jupes latérales ont été agrandis. Les jupes latérales arrière présentent des découpes plus larges au-dessus de la roue dentée pour éviter l'accumulation de saletés et de nouveaux équipements radio et prises d'antenne ont été ajoutés. Les modifications visant à adapter le véhicule aux règles de sécurité routière (réflecteurs supplémentaires, plaques de signalisation à bandes rouges et jaunes) n'étaient pas présentes à l'époque. Le véhicule présenté portait le numéro d'immatriculation 'Ps237-37'. En juin 2006, d'autres modifications, telles qu'une caisse pour des crampons à neige supplémentaires à l'avant de la tourelle gauche, ainsi qu'un extincteur dans un support à l'arrière de la tourelle droite, ont pu être observées. Le véhicule exposé portait le numéro d'immatriculation 'Ps273-94' et était le deuxième des deux véhicules mentionnés précédemment qui présentaient une erreur dans la peinture du schéma de camouflage officiel sur l'avant de la tourelle. Toutes les modifications extérieures finlandaises ont été montrées pour la première fois sur un véhicule lors d'une exposition en juin 2007.

Il s'agit de l'adaptation aux règles de sécurité routière :
- Réflecteurs à l'avant (blanc) et à l'arrière (rouge)
- Plaques de signalisation rayées rouge/jaune à l'arrière.
- Protections pour les clignotants avant
- Tige flexible au centre du châssis arrière pour l'assistance en marche arrière.

Meilleure accessibilité/protection contre les intempéries :
- Couverture en toile sur la boîte de rangement ouverte d'origine à l'arrière de la tourelle.
- Deux barres symétriques permettant la fixation d'équipement d'infanterie divers de part et d'autre de la tourelle.
- Trous pour les pieds agrandis dans les jupes latérales
- Ajout de zones antidérapantes sur le toit de la tourelle et les coffres de rangement.
- Ajout d'un filet antidérapant en forme de losange sur les supports de la jupe latérale supérieure dans la zone des trous pour les pieds, ainsi que sur les boîtes de rangement.

Augmentation des capacités de rangement et autres améliorations :
- Coffre de rangement pour des crampons à neige supplémentaires à l'avant droit de la tourelle.
- Nouvelle boîte de rangement au centre de l'arrière de la tourelle.
- Deux nouveaux paniers de rangement plus grands que la version standard à gauche et à droite de la nouvelle boîte de rangement arrière.
- Modification de la zone de rangement arrière d'origine
- Extincteur dans un support à l'arrière de la tourelle droite
- Petit trou percé dans le couvercle de l'EMES 15
- Nouveau poste radio Tadrin VRC-959 avec nouvelles prises d'antenne
- Dépose du support de drapeau
- Schéma de camouflage tricolore à éclats
- Parties coupées de la jupe latérale arrière au-dessus du barbotin.

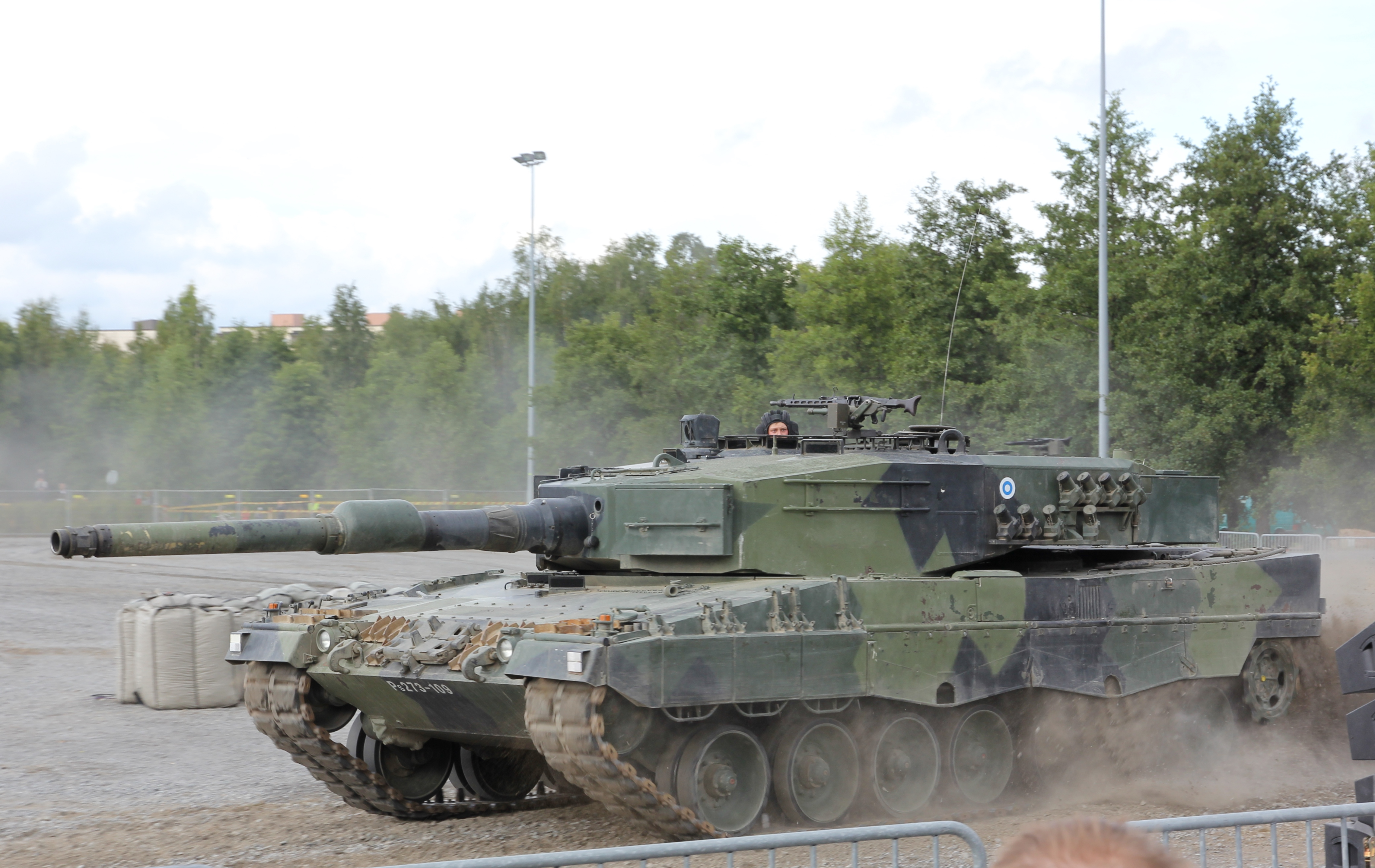
Leopard 2A4FIN, vous pouvez voir la caisse de rangement à l'avant, les deux barres symétriques et les rous pour les pieds agrandis dans les jupes latérales

Le Leopard 2A4 finlandais est utilisé dans deux configurations différentes : le char de combat Leopard 2A4 et le char de commandement Leopard 2A4K1. De l'extérieur, le Leopard 2 A4K1 peut être reconnu par une deuxième prise d'antenne montée à l'arrière de la tourelle gauche. Associé à celle-ci, un deuxième poste radio Tadrin VRC-959 est installé. Tous les Leopard 2A4 sont équipés pour remplir le rôle de commandement des K1, de sorte que l'équipement supplémentaire peut être placé sur n'importe quel véhicule. Au sein de l'armée finlandaise, chaque type de véhicule a un numéro d'immatriculation spécial, dont les trois premiers chiffres classifient le type de véhicule et un suffixe à la fin. Les chars de combat Leopard 2 A4 ont reçu les numéros d'immatriculation 'Ps237-34' à 'Ps237-157', les Leopard 2L portent les numéros 'Ps737-29' à 'Ps737-33' et les Leopard 2R les numéros 'Ps713-1' à 'Ps713-6'.

Le Leopard 2A4FIN est actuellement reconnaissable grâce aux éléments suivants :
- On retrouve deux barres symétriques permettant la fixation d'équipement d'infanterie divers de part et d'autre de la tourelle.
- Trous pour les pieds agrandis dans les jupes latérales
- Coffre de rangement à l'avant droit de la tourelle
- Nouveaux supports d'antenne
- Deux nouveaux paniers de rangement plus grands que la version standard à gauche et à droite de la nouvelle boîte de rangement arrière.
- Parties coupées de la jupe latérale arrière au-dessus de la roue dentée.

### Leopard 2A4PL[7]
Les Leopard 2A4PL polonais ne diffèrent des véhicules allemands que par le fait qu'ils portent des plaques d'immatriculation polonaises, des numéros de tourelle à quatre lettres et, dans certains cas, des insignes d'unité. Même l'armement secondaire composé de MG3/MG3A1 a été maintenu.

### Leopard 2PL[7]
À peu près au même moment où la reprise des Leopard 2A5 des stocks de la Bundeswehr était en cours, la Pologne a commencé à envisager l'amélioration des capacités de combat de la flotte de Leopard 2A4. Un appel d'offres a ensuite été lancé, auquel ont participé les sociétés KMW et Rheinmetall. Tandis que KMW proposait une modification se rapprochant de la version 2A5, Rheinmetall proposait une mise à niveau de combat sans interférer avec la structure de la tourelle, similaire à ce qui avait été réalisé peu avant pour l'Indonésie. Selon les rapports, l'implication de l'industrie de défense polonaise a été décisive dans le choix de la solution de Rheinmetall. La société polonaise Bumar Łabedy est l'entrepreneur général, avec Rheinmetall Defence comme entrepreneur principal et d'autres fabricants de composants en sous-traitance. Le contrat couvrait initialement les 128 Leopard 2A4 de la première livraison, avec les 14 suivants à partir de 2014 en option. Le premier prototype a été livré pour être testé à la fin de 2017, et les cinq suivants ont suivi environ un an plus tard. Ces six premiers chars ont été entièrement assemblés chez Rheinmetall à Unterluess. Douze autres véhicules, qui devaient être assemblés chez ZMBL à Gliwice, en Pologne, en fournissant des pièces dans une sorte de système modulaire, étaient prévus pour avril 2019. Cette opération n'a pas encore été réalisée. Les 124 autres, qui devaient être construits ou convertis de manière complète et indépendante dans les usines polonaises de Gliwice, et prévus pour octobre 2020 selon le contrat.

### Leopard 2PL Measures[7]
La tourelle est renforcée à l'avant et latéralement par des éléments de protection supplémentaires, qui proviennent de Rheinmetall Protection Systems GmbH. Cependant, le Leopard 2PL ne dispose que de modules de tourelle et non de modules de châssis contrairement aux autres Leopard 2 MBT (Evolution, MBT Revolution, ATD, Leopard 2RI et le Leopard 2SG). La tourelle n'a pas été modifiée dans sa structure de base, bien qu'un revêtement anti-éclats ait été installé à l'intérieur. Un système d'extinction d'incendie Kidde Deugra (BUA) a été installé et le système d'extinction d'incendie existant dans le compartiment a été converti en agent DeuGenN. Afin d'améliorer les visions nocturnes du commandant et du tireur, l'EMES 15 et le PERI R17 ont chacun reçu un dispositif de vision nocturne Asteria TI de la société polonaise PCO.

### Leopard 2PLM1[7]
À la mi-2022, la spécification finale de la série n'avait pas encore été déterminée en raison de retards. Des mesures supplémentaires ont été mises en place sur l'un des prototypes : Le refroidissement des composants électroniques, la connexion de maintien de la charge de la batterie, les positions d'index de 6 et 12 heures du PERI, ainsi qu'une option de sélection du dernier ou du premier écho pour le télémètre laser. Il s'agit évidemment de modifications par rapport à l'utilisation du 2A5 et certaines sources appellent cette version le 2PLM1 :
- Protection supplémentaire sur la tourelle
- Système d'extinction des incendies dans le compartiment de combat
- Dispositifs de vision nocturne Asteria TI pour le commandant et le tireur
- Capacité HE/DM11
- Vision nocturne pour le conducteur
- Entraînement électrique de la tourelle
- Espace de rangement supplémentaire à l'arrière de la tourelle.

Selon les rapports, ce programme de véhicules à convertir en kit est également en retard sur le calendrier sur la partie des véhicules à convertir complètement en Pologne. Il est dit que les forces blindées polonaises souhaitent que les modifications susmentionnées soient effectuées, ce qui entraîne finalement des retards. Pour une telle intervention, le système doit être complètement désassemblé, les anciens ensembles réparés si nécessaire et le réassemblage planifié et réalisé de manière professionnelle.

### Leopard 2PLM2[7]
D'autres améliorations sont envisagées avant même que le 2PL/2PLM1 ne soit prêt pour la production en série. La mise en œuvre de nouveaux équipements radio et d'un système C2 est due à un programme général polonais. La version équipée en conséquence serait désignée Leopard 2PLM2. La confirmation était en attente à la mi-2022.

### Leopard 2A4TU (2A4TR)
modèle turque. (description en attente)

### Leopard 2A4TU-ERA[8]
Modernisation du Leopard 2A4TU pas d'information sur le sujet. Seules des photos sont apparues en 2019 sur les médias sociaux.

### Leopard 2A4T1[9]
Au printemps 2019, des photos d'un Leopard 2A4TU ont pu être vues sur les médias sociaux, dans lesquelles des modules de blindage réactifs/passifs étaient montés à l'avant et sur les côtés tandis que la zone arrière était renforcée par des grilles de protection. Au sommet de la tourelle, à l'emplacement possible d'un poste d'armement, un poids factice était monté. Ailleurs, un poids similaire était monté, vraisemblablement pour le système de protection active Akkor Pulat. En septembre 2020, il a été rendu public que, dans un premier temps. 40 Leopard 2A4TU seraient équipés de l'ensemble de protection réactive/passive Roketsan T1. Selon la SSB (Savunma Sanayii Başkanlığı en français Présidence des industries de la défense) le premier véhicule a été remis en décembre 2020. Apparemment, trois types de technologies de protection sont utilisés : la technologie multi-couches passive, le blindage réactif et des grilles. Cette dernière est située dans la zone arrière au niveau des multi-couches latérales et arrière et où la protection réactive est utilisée. Le facteur de protection de la protection réactive a tendance à être meilleur, elle est donc plus susceptible d'être utilisée sur les zones latérales plus faibles. La forme et les charnières rabattables pour atteindre les points de maintenance et de ravitaillement rappellent essentiellement celles du MBT Evolution d'IBD et de ses évolutions ultérieures.

### Leopard 2A4NL[10]
Le Leopard 2 a été modifié pour répondre aux normes néerlandaises. La mitrailleuse MAG de 7,62 mm produite par la manufacture Belge FN Herstal a été montée en tant que mitrailleuse coaxiale et mitrailleuse de toit. Le système de pot fumigènes a été remplacé par la variante utilisée par la Koninklijke Landmacht (Armée de Terre Néerlandaise), qui comporte 3x2 lanceurs de chaque côté de la tourelle. Les véhicules ont été équipés de radios RT3600 et de nouvelles prises d'antenne et antennes ont été montées. L'espace pour le système de réglage de l'antenne à l'arrière de la tourelle était plus grand que sur les véhicules de la Bundeswehr. Hormis ces modifications, la Koninklijke Landmacht s'est efforcée de maintenir les normes techniques de ses véhicules aussi proches que possible de celles de la Bundeswehr. Il en a été de même pour les modifications ultérieures. Différences par rapport au Leopard 2 allemand :
- Système de communication pour l'équipage d'un véhicule (BV-Anlage)
- Radios et antennes
- Armement secondaire (remplacement des MG3 par des FN MAG)
- Système de pot fumigènes

### Leopard 2A4E
Modèle espagnol. (description en attente)

### Leopard 2A4DK
Modèle danois. (description en attente)

### Leopard 2A4NO
Modèle norvégien. (description en attente)

### Leopard 2A4GR (2A4HEL)
Modèle grec. (description en attente)

### Leopard 2A4Ö
Modèle autrichien (Ö pour Österreich). (description en attente)

### Leopard 2A4CHL
Modèle chilien. (description en attente)

### Leopard 2A4CZ
Modèle tchèque. (description en attente)

### Leopard 2A4SVK
Modèle slovaque. (description en attente)

### Leopard 2A4HUN[11]
À partir des stocks de KMW, vraisemblablement achetés par la Bundeswehr et l'Autriche il y a quelque temps, douze Leopard 2A4 pourraient être réactivés et mis à disposition comme véhicules d'entraînement 2A4HUN. Même s'il existe des différences relativement importantes entre les versions 2A4HUN et 2A7HU? la conversion est néanmoins très réduite par rapport au passage direct du T-72 à un Leopard 2A7 moderne. En juillet 2020, les quatre premiers chars Leopard 2A4HUN sont arrivés à Tata, où se trouve le 11e Bataillon de Chars hongrois. En dehors de la peinture de camouflage, les Leopard 2A4HUN n'ont reçu que des modifications mineures, comme un nouveau système de désenfumage, des radios et des inscriptions en hongrois. À l'arrière de la tourelle, derrière la trappe du tireur, se trouve un support pour l'équipement de défense NBC, qui est standard dans les forces armées hongroises. Le FN MAG 7,62 mm est utilisé comme armement secondaire.

### Leopard 2A4+RI
Modèle indonésien. (description en attente)

### Leopard 2RI
Modèle indonésien recouvert d'un surblindage. (description en attente)

### Leopard 2A4SGP
Modèle singapourien. (description en attente)

### Leopard 2SG
Leopard 2A4 des Forces armées de Singapour, il est notamment recouvert d'un surblindage composite faisant passer son poids à 58,7 t, 161 exemplaires ont été livrés entre 2007 et 2012.

## Variantes reprenant le châssis du Leopard 2A4

### Pionierpanzer (Räumpanzer) Leopard 2R

#### Développement, conversion et introduction
Six chars de combat Leopard 2A4 achetés à l'Allemagne par la Maavoimat en 2002 devaient être convertis en véhicules du génie Leopard 2R équipés d'un bulldozer et d'une charrue antimines. La lettre "R" dans le nom du Leopard 2R est l'abréviation du mot finlandais Raivaus (brèche). L'entreprise finlandaise Patria Weapon Systems (PWS) a été chargée de construire un compartiment d'équipage sur la coque du char Leopard 2A4. D'autres composants, tels que le kit bouteur, la charrue antimines et le système de marquage des voies, ont été achetés à Pearson Engineering au Royaume-Uni. Au cours de l'été 2006, le premier véhicule prototype était prêt pour les essais en usine à Patria, suivis des essais avec les troupes à partir de l'hiver 2006. Le premier véhicule de production a été introduit dans la Maavoimat en septembre 2007. Le dernier des six Leopard 2R commandés a été livré en 2009.

#### Équipage et compartiment de l'équipage
L'équipage d'un Leopard 2R se compose de trois soldats : le commandant, l'opérateur et le conducteur. Une quatrième personne (un instructeur ou un chef de section) peut également prendre place dans le compartiment de l'équipage. Trois sièges sont placés dans le compartiment de l'équipage, qui se trouve juste derrière la place du conducteur. Le poste du commandant se trouve sur le côté gauche, celui de l'opérateur sur le côté droit, tandis que le troisième siège se trouve entre les deux. Chaque emplacement est équipé d'une trappe. Le compartiment de l'équipage est équipé du chauffage standard des Leopard 2 et d'un système NBC offrant une protection lors d'opérations dans des environnements radioactifs, biologiquement ou chimiquement contaminés.

#### Communications
Le Leopard 2R est équipé du système d'intercom d'origine du Leopard 2A4 pour les quatre personnes à bord et d'un poste radio VHF Tadiran VCR-950.

#### Armement
Le Leopard 2R n'est équipé que d'armements d'autodéfense. Contrairement au Leopard 2A4 qui est équipé d'une mitrailleuse MG3 de 7,62mm, le Leopard 2R est équipé d'une mitrailleuse soviétique NSV de 12,7mm avec son affût et ses ceintures de munitions. Cette mitrailleuse est montée sur la coupole de l'opérateur, qui peut être tournée à 360°. Les mitrailleuses NSV de 12,7mm équipent la plupart des véhicules blindés finlandais. La NSV peut être utilisée pour la défense aérienne ainsi que contre des cibles terrestres. En outre, l'équipage est équipé de ses propres armes légères. Pour l'autodéfense pendant les opérations, huit lance-grenades fumigènes de 76mm sont installés de chaque côté du compartiment de l'équipage. Les grenades fumigènes peuvent générer un écran de fumée dense en quelques secondes.

#### Systèmes optiques et vidéo
Le commandant du véhicule peut observer la zone de combat à l'aide de six périscopes fixes placés autour de la coupole, à l'avant et sur les côtés. En outre, sa coupole peut pivoter sur 270° et elle est équipée d'un périscope qui peut être remplacé par un périscope à intensification d'image lorsqu'il opère dans l'obscurité. L'opérateur du véhicule peut observer à travers quatre périscopes fixes également placés à l'avant et sur les côtés de sa coupole. La coupole de l'opérateur peut tourner sur 360°. Une caméra CCD est située dans un boîtier spécial à l'avant de la coupole de l'opérateur et fournit un signal vidéo affiché sur des écrans vidéo dans les compartiments de l'équipage et du conducteur. Cette caméra n'est utilisée que pendant les opérations à la lumière du jour ou à l'aube. Aucune capacité infrarouge ou de vision nocturne n'est incorporée. Le conducteur, comme sur le Leopard 2A4, dispose de trois périscopes fixes, dont celui du milieu peut être remplacé par un amplificateur d'image lorsqu'il opère dans l'obscurité. Le Leopard 2R peut accueillir un quatrième membre d'équipage, le chef de troupe. Son poste est doté d'une trappe non rotative équipée d'un périscope fixe. En plus de ces dispositifs de vision, une caméra vidéo est montée sur un petit mât pliable situé sur le glacis supérieur de la caisse. Cette caméra permet de voir le sol au-dessus de l'équipement frontal, de la lame de remblayage ou de la charrue antimines. Le conducteur, le commandant et l'opérateur peuvent observer l'accumulation de terre devant la lame de remblayage, ainsi que l'efficacité du processus de déminage. La caméra est placée dans un boîtier, avec deux projecteurs pour éclairer la zone frontale lors des opérations dans l'obscurité. Il n'y a pas de capacité de vision nocturne. En cas d'opérations dans l'obscurité sous le feu de l'ennemi, le commandant observe la zone avant à l'aide de son périscope à intensification d'image. Une autre unité de caméra est placée sur la coque arrière. Cette unité est équipée d'une caméra, de deux lampes infrarouges et d'un équipement de nettoyage de l'objectif de la caméra (essuie-glace et buse de pulvérisation d'eau) et peut être utilisée de jour ou de nuit en mode infrarouge. Elle est principalement utilisée pour faire marche arrière dans une voie dégagée, si cette manœuvre s'avère nécessaire au cours des opérations. Les signaux vidéo de toutes les caméras sont reproduits sur des écrans vidéo situés aux postes du conducteur, du commandant et de l'opérateur. Il est possible de sélectionner l'image qui sera affichée sur l'écran vidéo.

#### Prévention des dommages causés par les mines
Comme les Leopard 2R opèrent en territoire miné, le véhicule et l'équipage doivent être largement protégés contre la menace des explosions de mines. Contrairement aux véhicules basés sur le Leopard 2 en service dans la Bundeswehr (qui peuvent être équipés d'un plancher antimine supplémentaire soudé sous le fond de la caisse), le Leopard 2R est équipé d'un panneau de plancher supplémentaire dans le compartiment de l'équipage, qui est découplé du plancher de la caisse d'origine. En outre, les parois intérieures du compartiment de l'équipage sont dotées d'un revêtement pare-éclats et tous les postes de l'équipage sont découplés du plancher de la caisse. Le poste de conduite comprend un nouveau siège de conducteur, qui est un système de ceintures de sécurité et un siège en toile similaire au siège de conducteur des Leopard 2A6M.

#### Flexibilité dans les situations de combat
Les Leopard 2R peuvent utiliser Front-end Equipment (FEE) tel que le Pearson universal dozer kit ou Pearson Full-Width Mine Plough (FWMP). Afin de permettre le montage et certaines opérations avec l'un ou l'autre de ces équipements, le véhicule est équipé d'un adaptateur Pearson High-Lift Adaptor (HLA). Cet adaptateur réduit le temps nécessaire pour passer d'un dispositif à l'autre à environ dix minutes seulement. En outre, la tâche d'accouplement de l'équipement est très simplifiée, car il n'est pas nécessaire d'ajuster exactement la hauteur de l'équipement avant l'accouplement. Aucun dispositif de levage supplémentaire tel qu'une grue n'est nécessaire si le bouteur ou la charrue est déjà positionnée sur ses vérins de support réglables sur une surface plane avant l'attelage. Le HLA est également optimisé pour le largage d'urgence si, pour une raison quelconque, le FEE doit être abandonné. Pour franchir des obstacles élevés, le FEE peut être élevé en position de déplacement par le HLA. Avec cet équipement frontal, le Leopard 2R est capable de franchir des obstacles et d'effectuer des opérations de remblayage avec la lame de remblayage, ainsi que de dégager des voies à travers un territoire miné avec la charrue à mines en peu de temps, selon les besoins de la situation sur le champ de bataille.
Le Pearson Lane Marking System (LMS) est monté en permanence sur le dessus de la coque arrière. Il est utilisé pour marquer les chemins déminés à travers les champs de mines, mais il peut également être utilisé pour marquer les voies d'accès aux ponts militaires ou pour désigner les zones contaminées par des agents NBC.

#### Performance sur le champ de bataille
Le Leopard 2R et le Leopard 2 sont propulsés par un moteur diesel MTU MB873 Ka501 à 12 cylindres, refroidis par liquide et dotés de turbocompresseurs, qui génère une puissance de 1 100 kW (1 500 ch). En raison du poids plus léger du véhicule par rapport au char de combat Leopard 2 - 46 tonnes (véhicule de base), 48,25 tonnes (avec kit bouteur) et 49,6 tonnes (avec charrue antimines) - le rapport puissance/poids est meilleur que celui du char de combat.
Le Leopard 2R a une vitesse maximale de 68 km/h en marche avant et de 31 km/h en marche arrière, grâce à une boîte de vitesses comprenant quatre rapports en marche avant et deux en marche arrière. La vitesse minimale est de 4 km/h.
Son rayon d'action est d'environ 340 km sur route et 220 km en campagne, avec une réserve de carburant de 1 200 litres. L'angle d'approche, les capacités de franchissement d'obstacles verticaux et de tranchées dépendent de l'équipement frontal utilisé, qui influe considérablement sur les dimensions frontales et le centre de gravité du véhicule.
La longueur maximale du véhicule est de 7,91 m/9,16 m/11,89 m (véhicule de base/UDK-1/FWMP), et la largeur maximale est de 3,75 m/3,75 m/4,83 m. La hauteur du véhicule est de 2,55 m jusqu'au sommet des trappes et de 2,93 m jusqu'au sommet de la mitrailleuse NSV-12.7 AA.

## Galerie

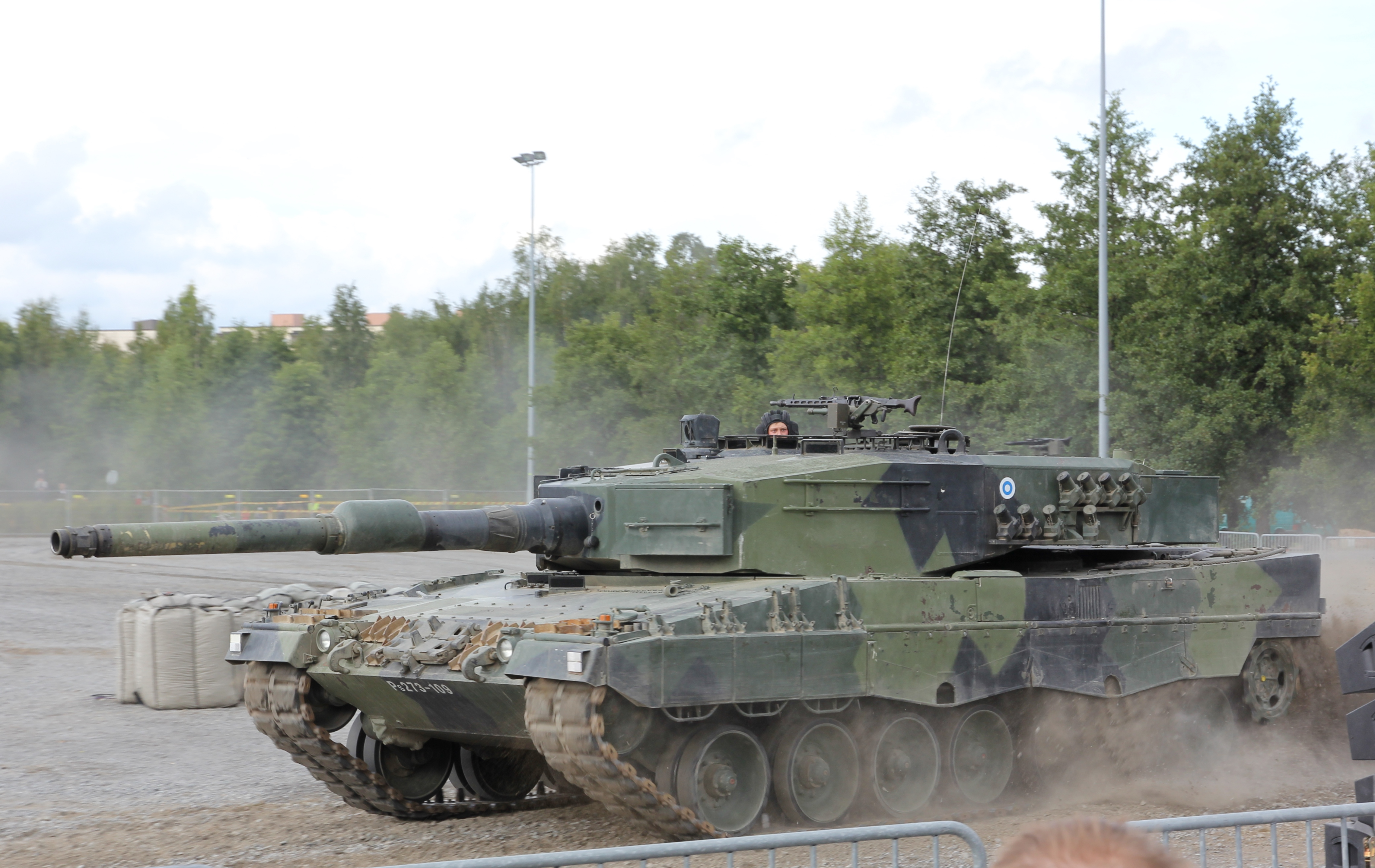
Leopard 2A4FIN
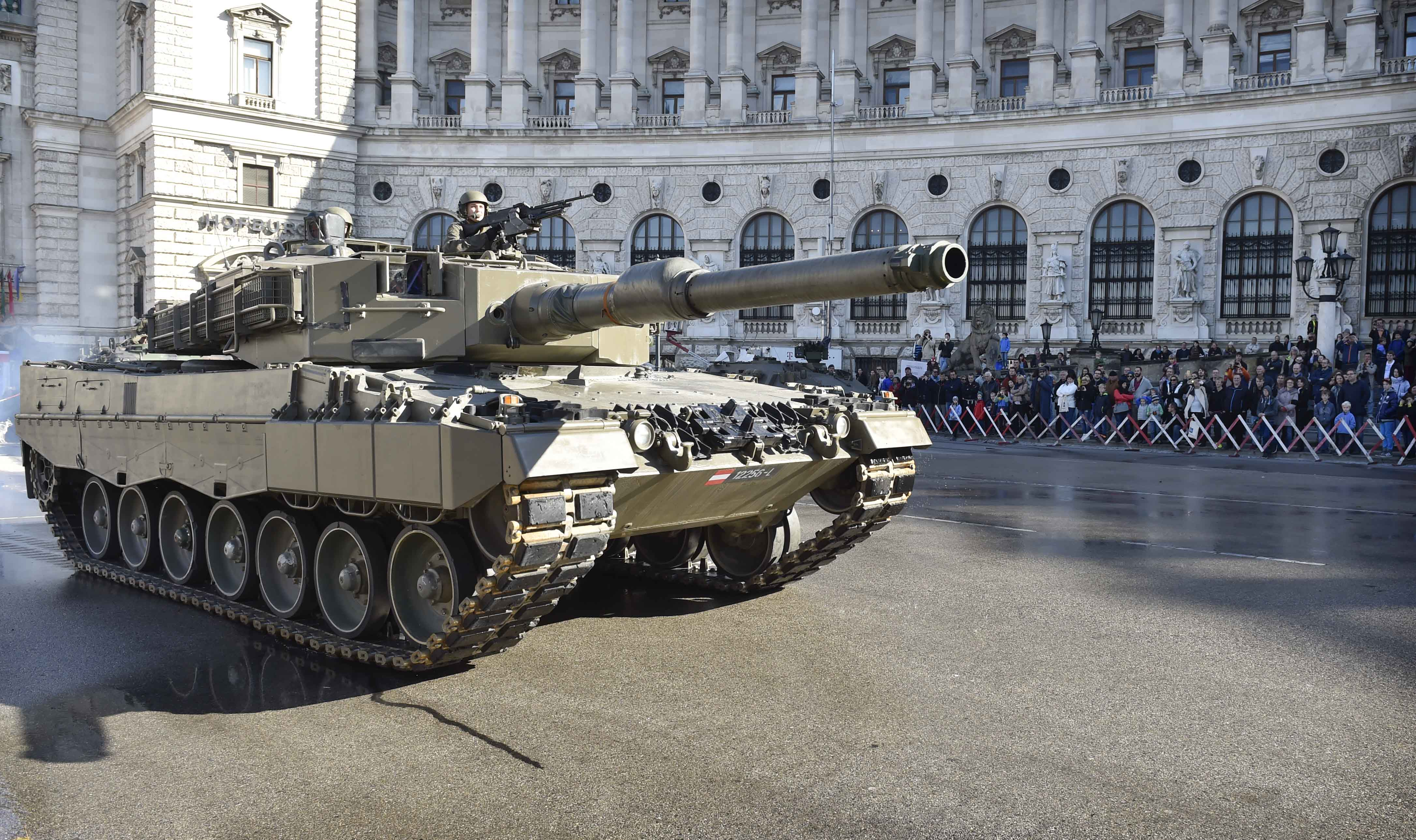
Leopard 2A4Ö
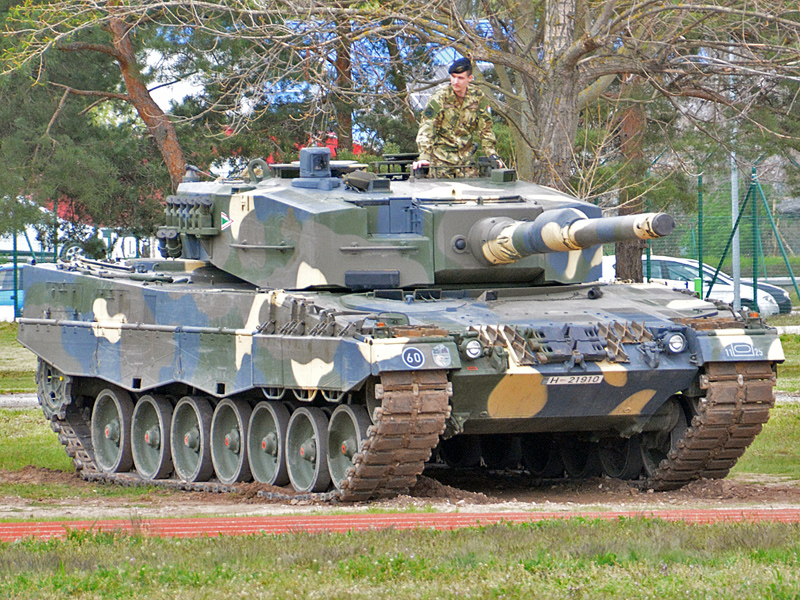
Leopard 2A4HUN
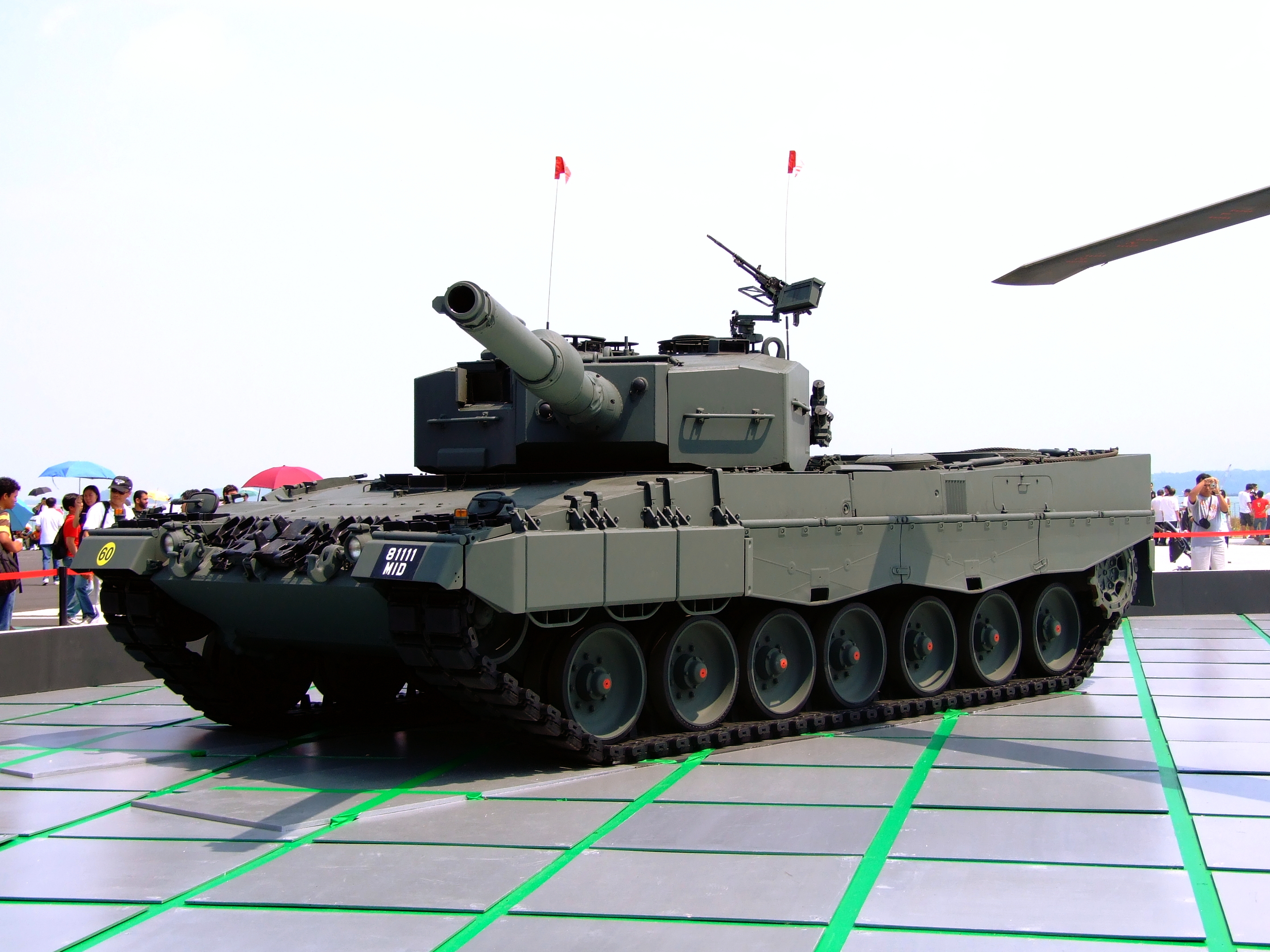
Leopard 2A4SGP
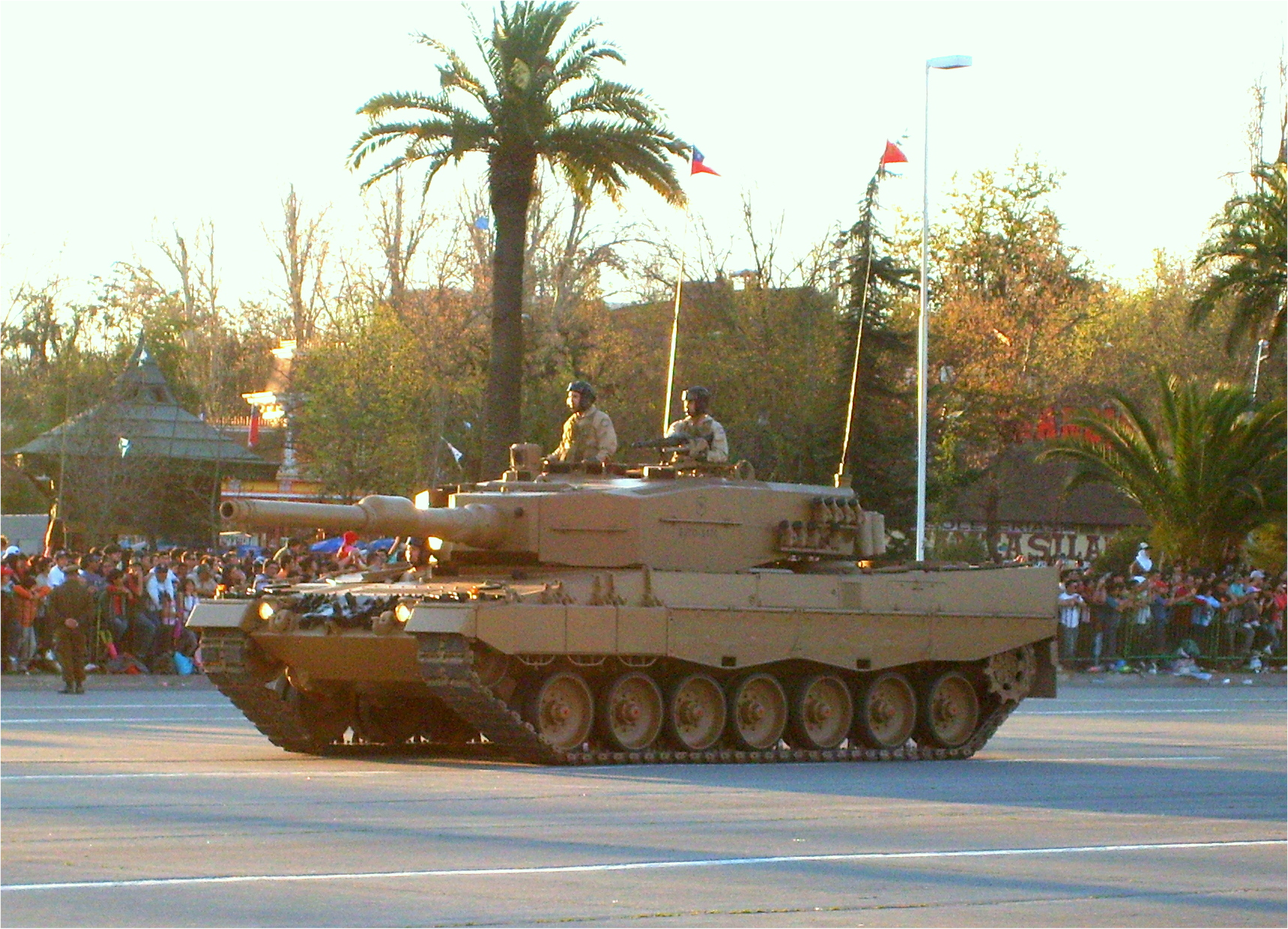
Leopard 2A4CHL
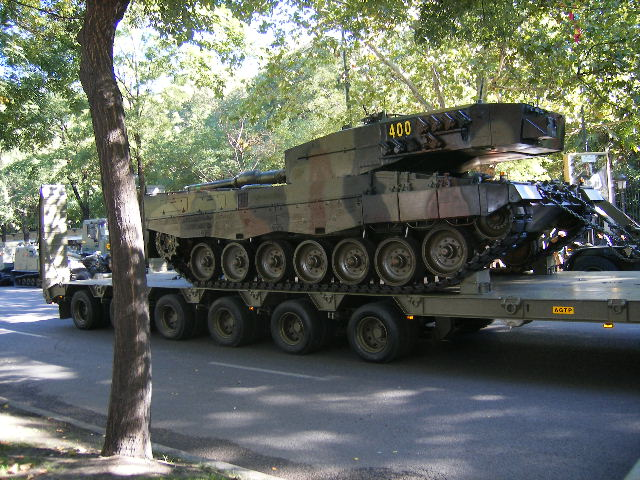
Leopard 2A4E
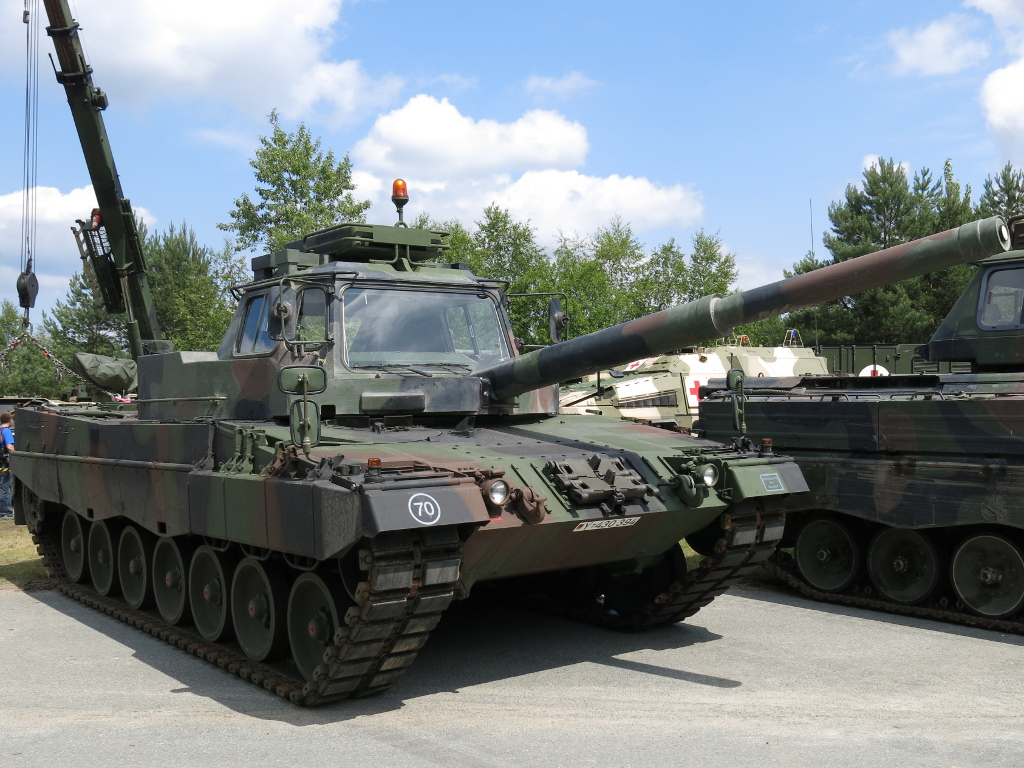
Fahrschulpanzer
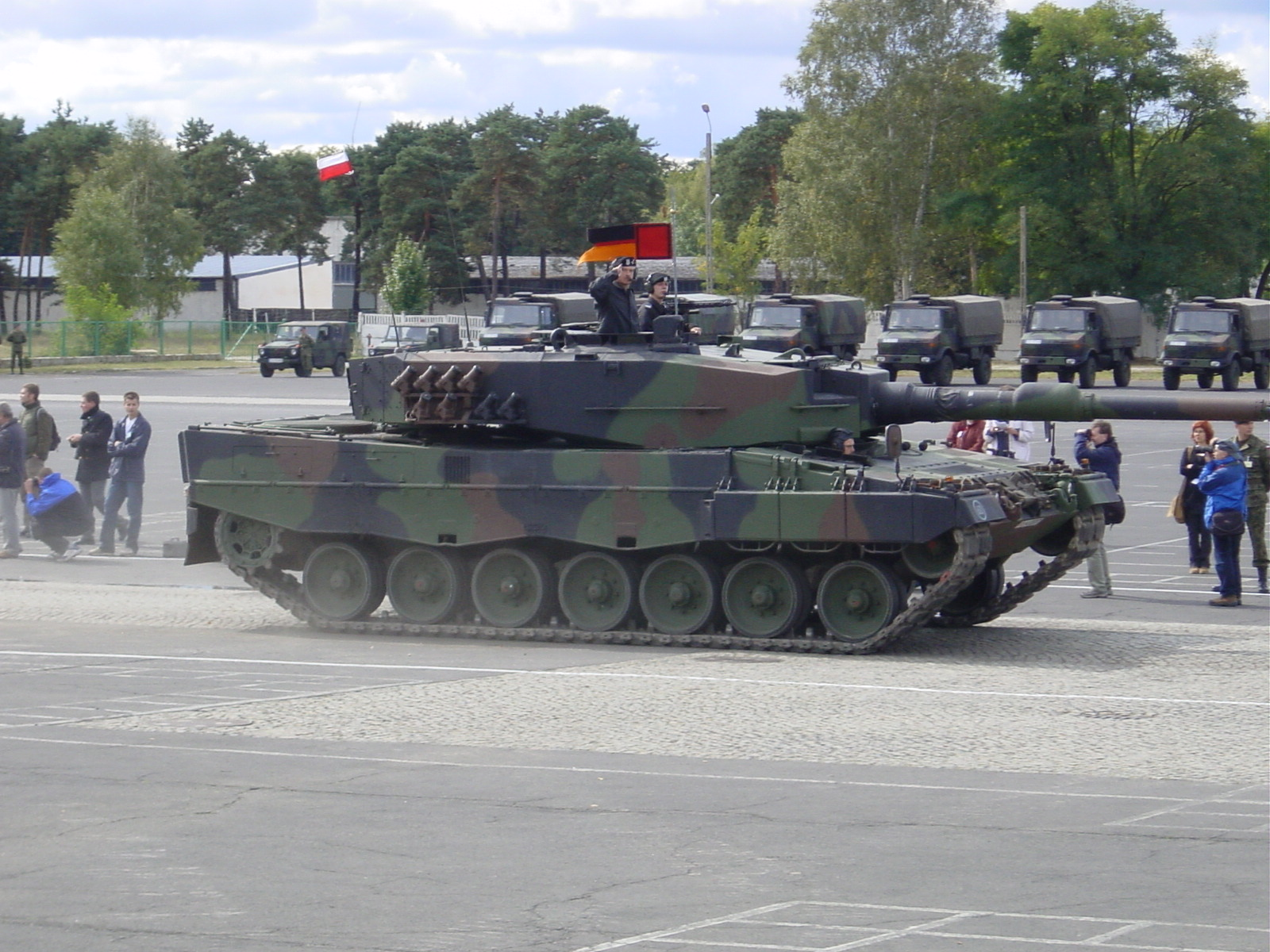
Leopard 2A4PL
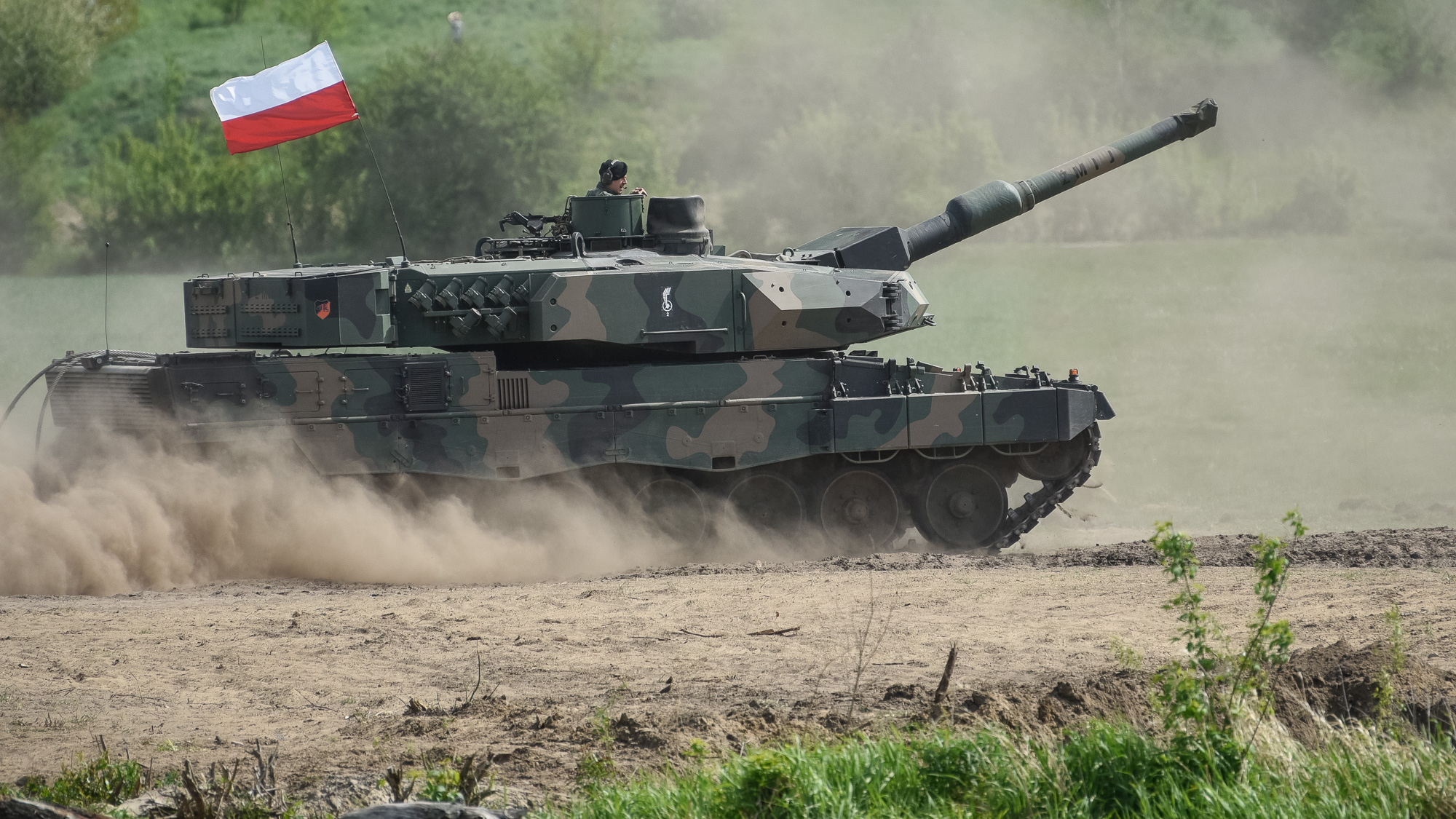
Leopard 2PL
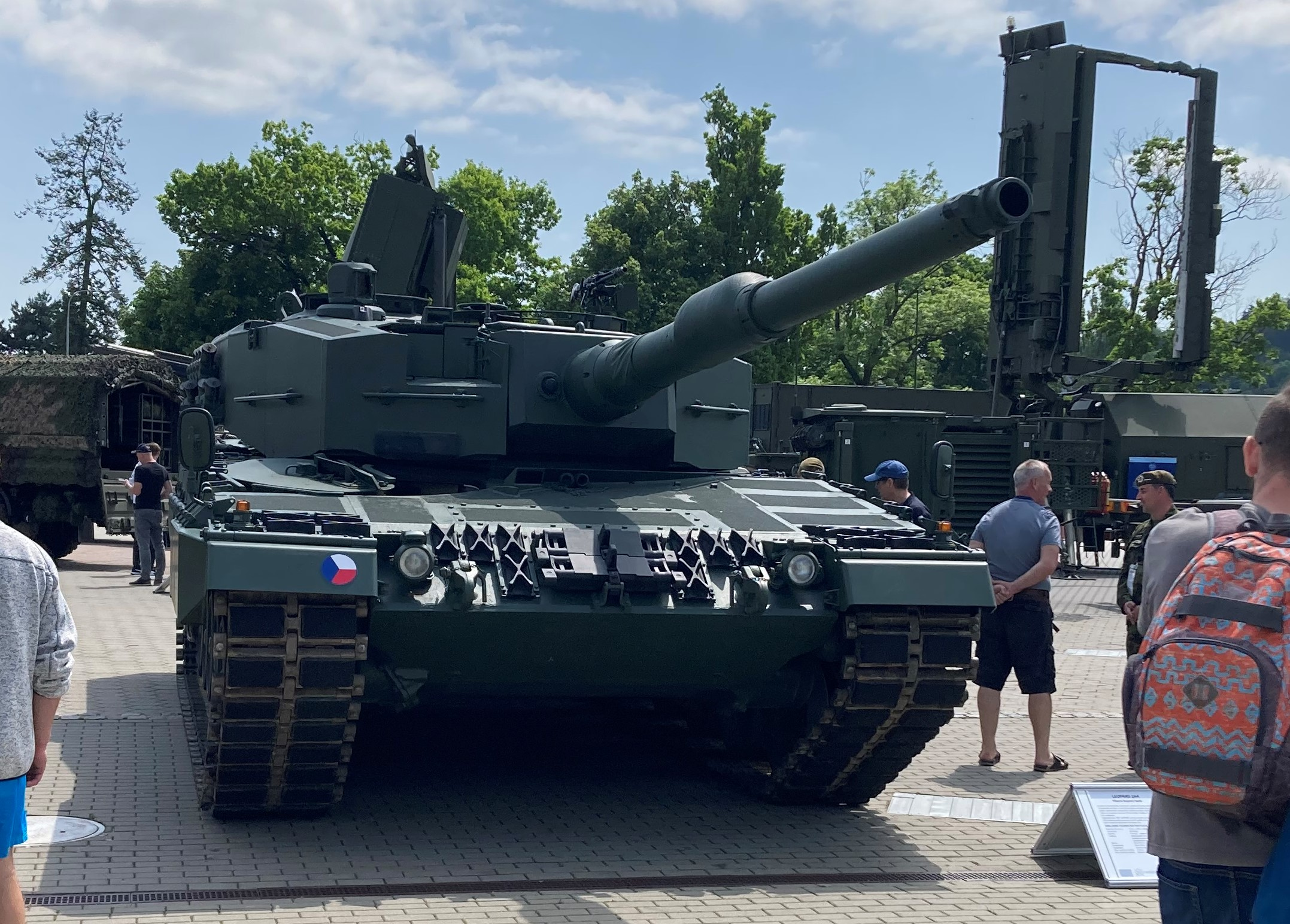
Leopard 2A4CZ
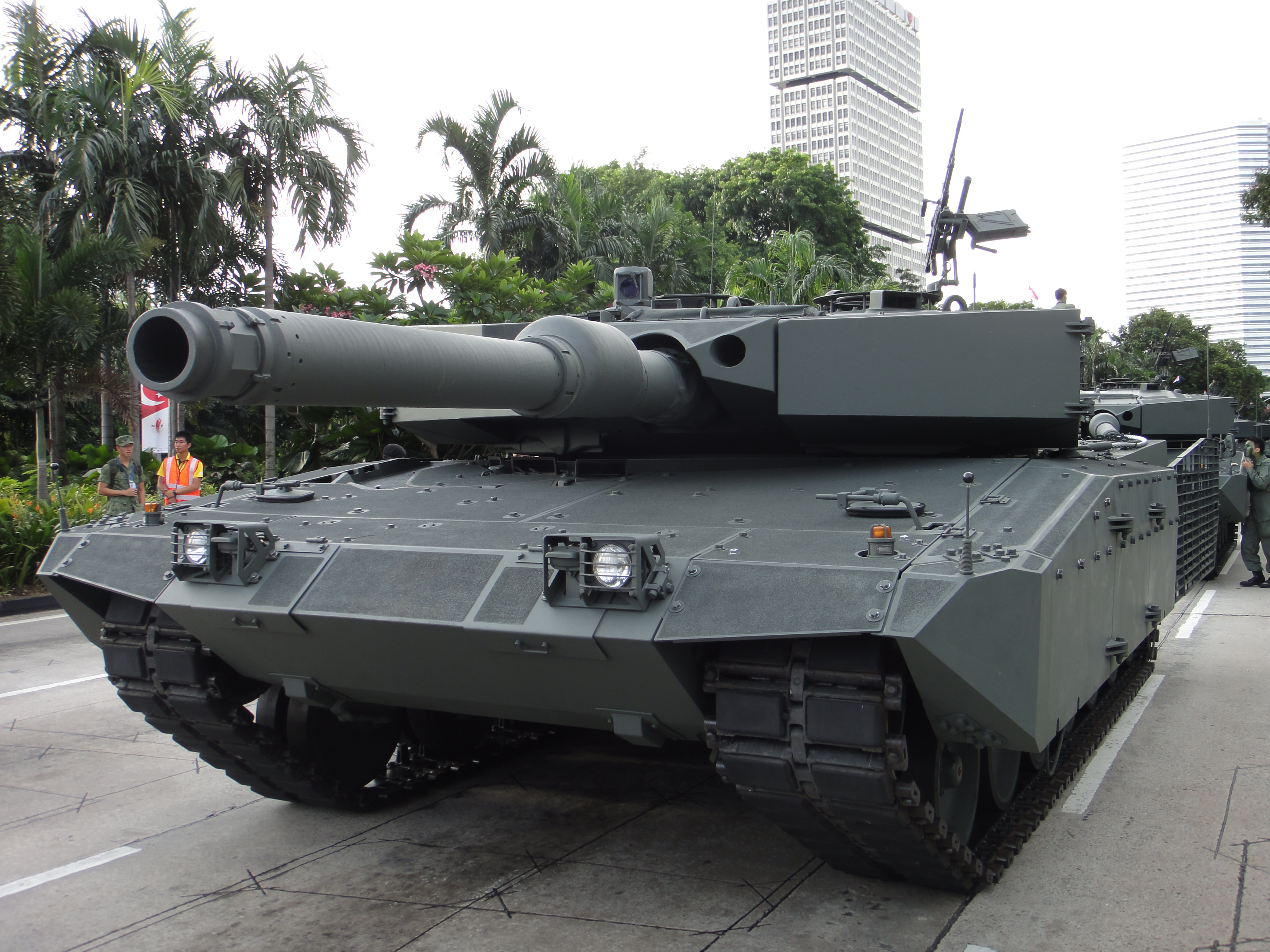
Leopard 2SG
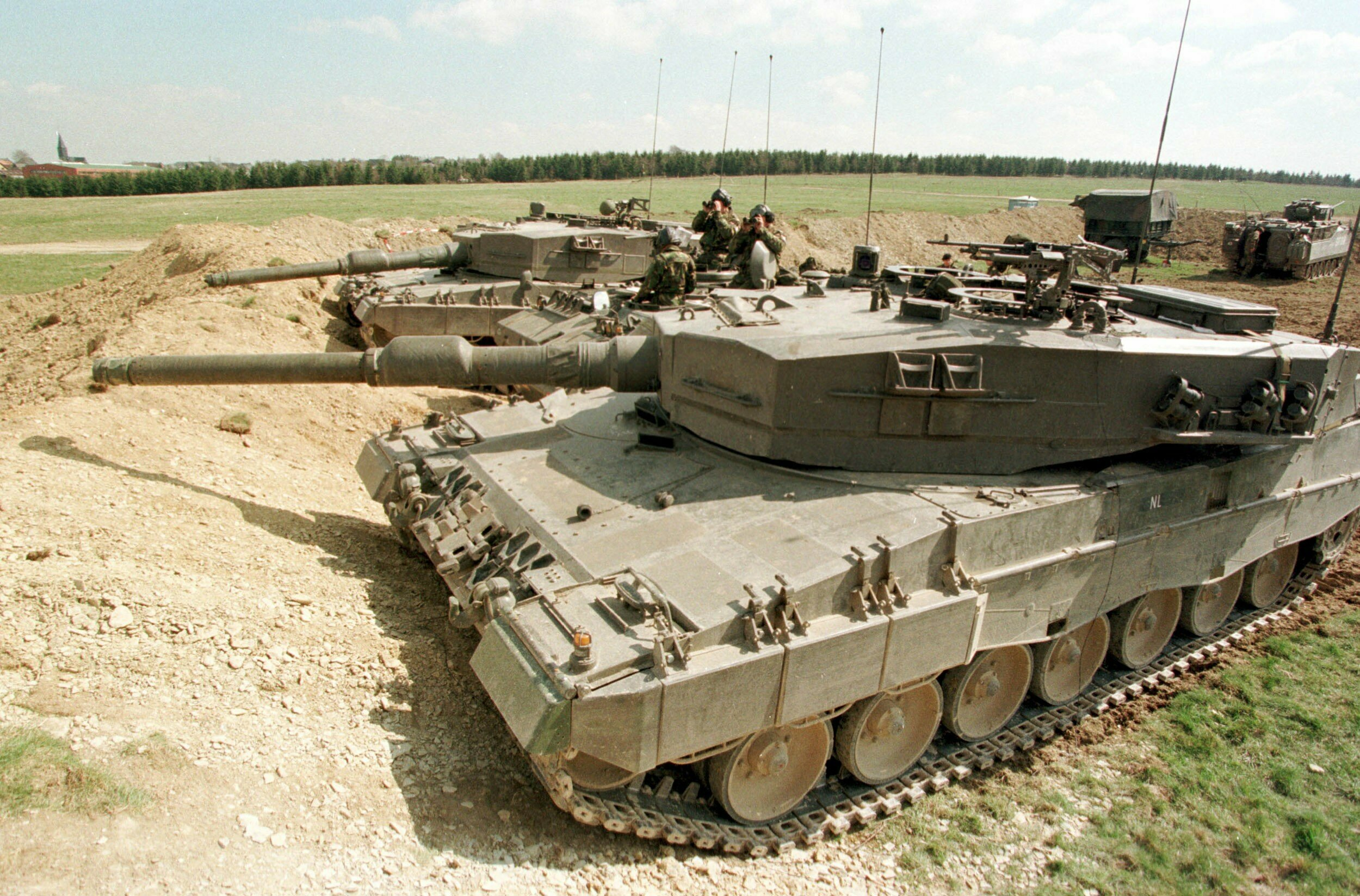
Leopard 2A4NL
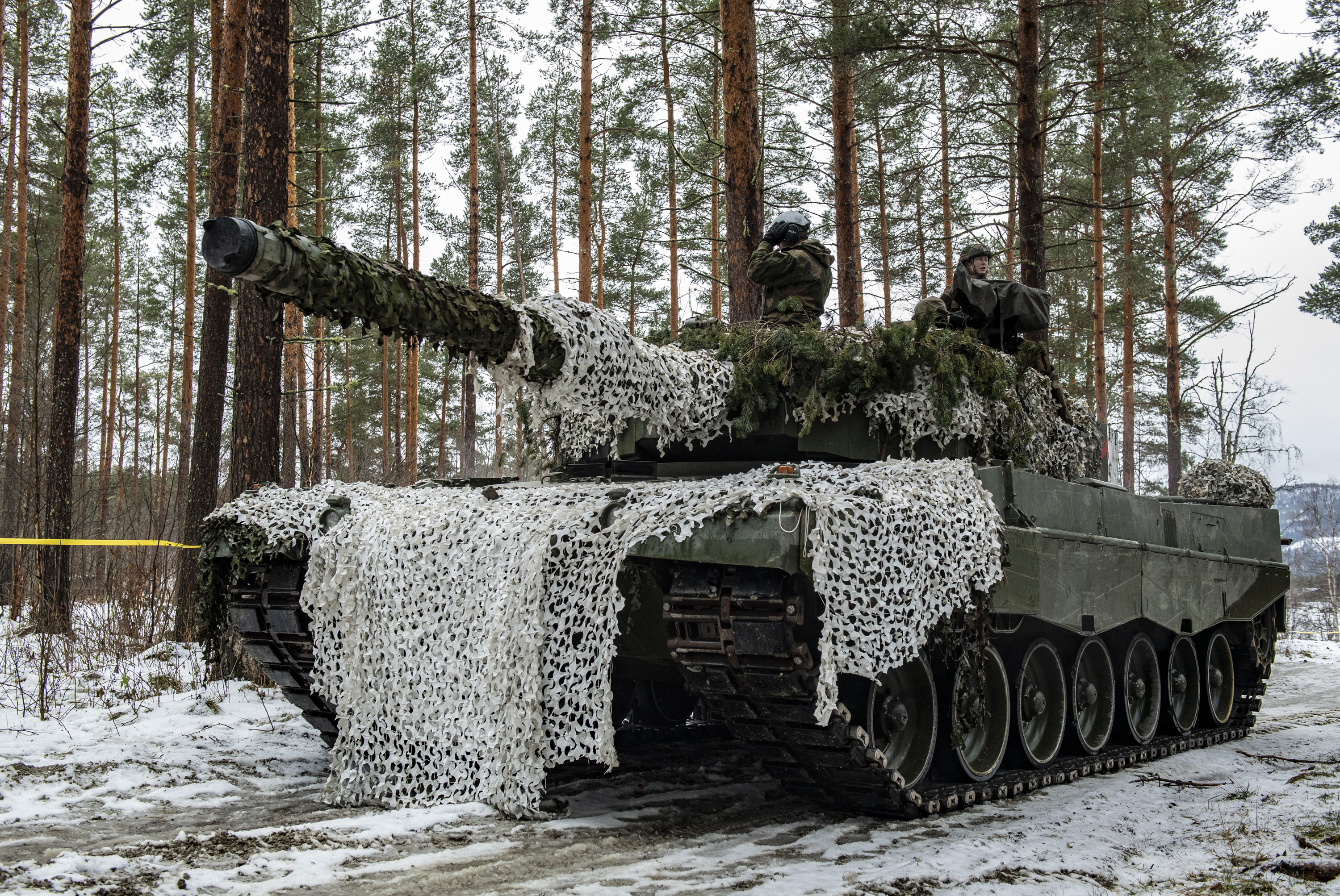
Leopard 2A4NO
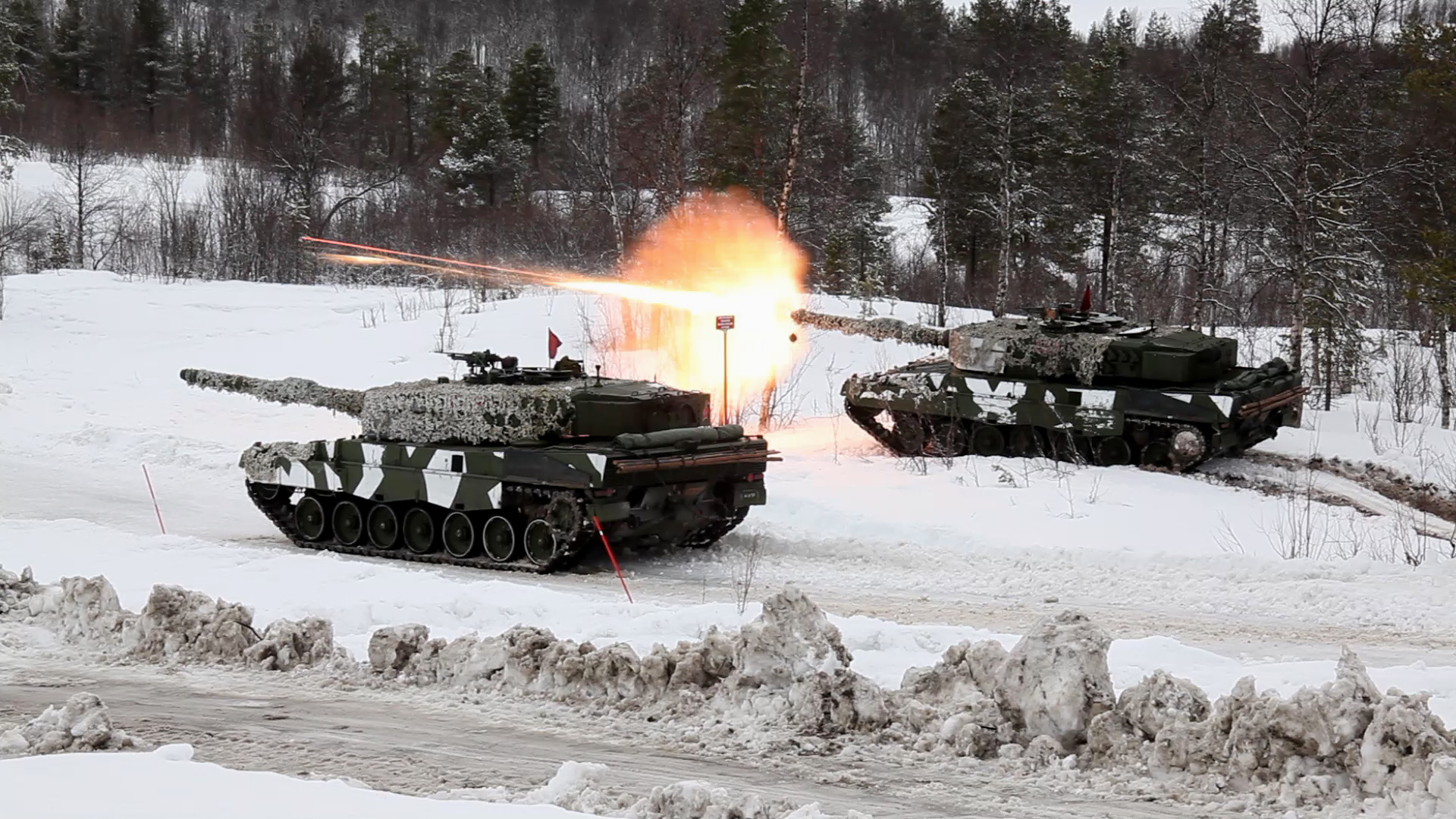
Leopard 2A4NO
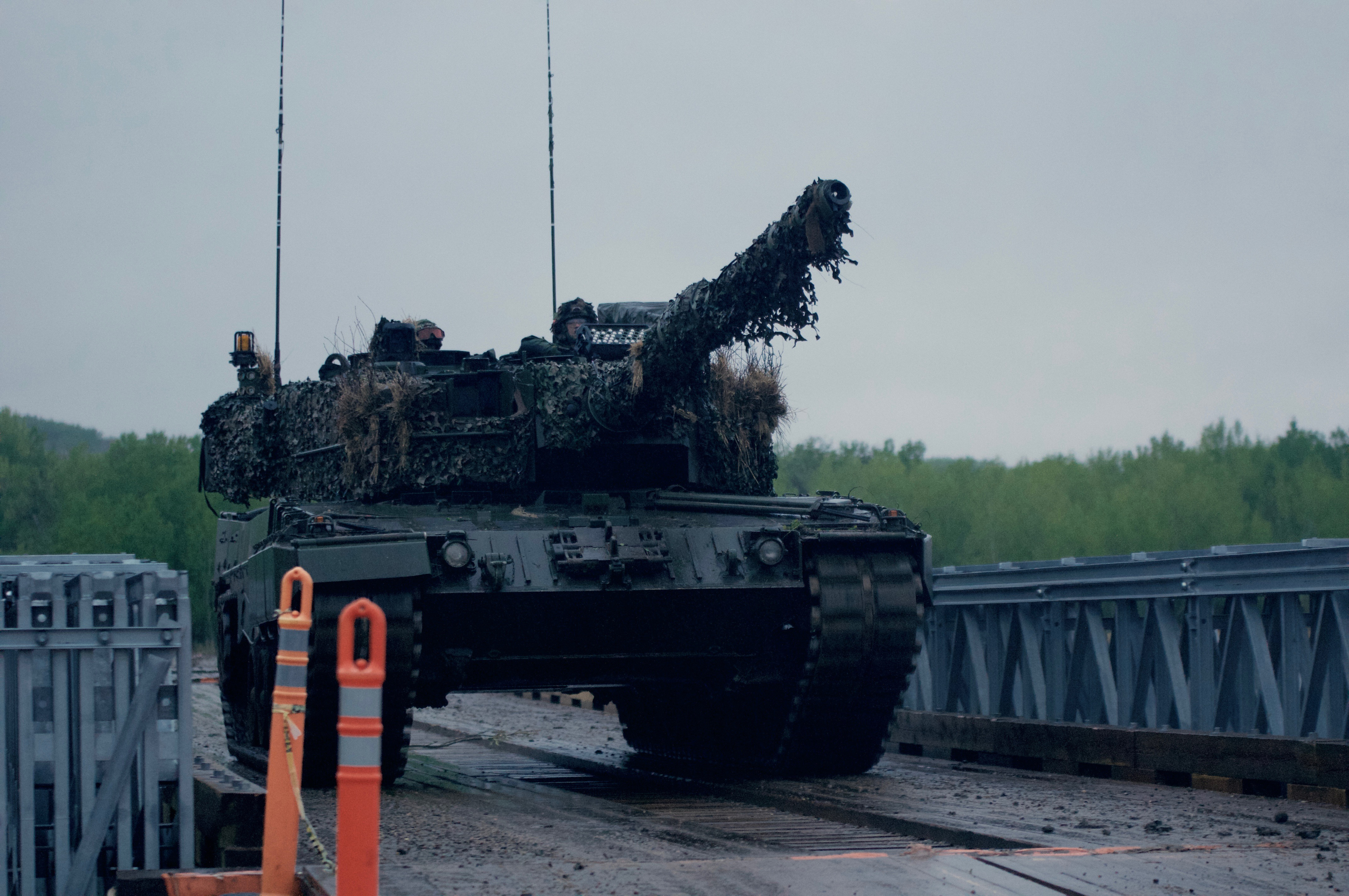
Leopard 2A4CAN
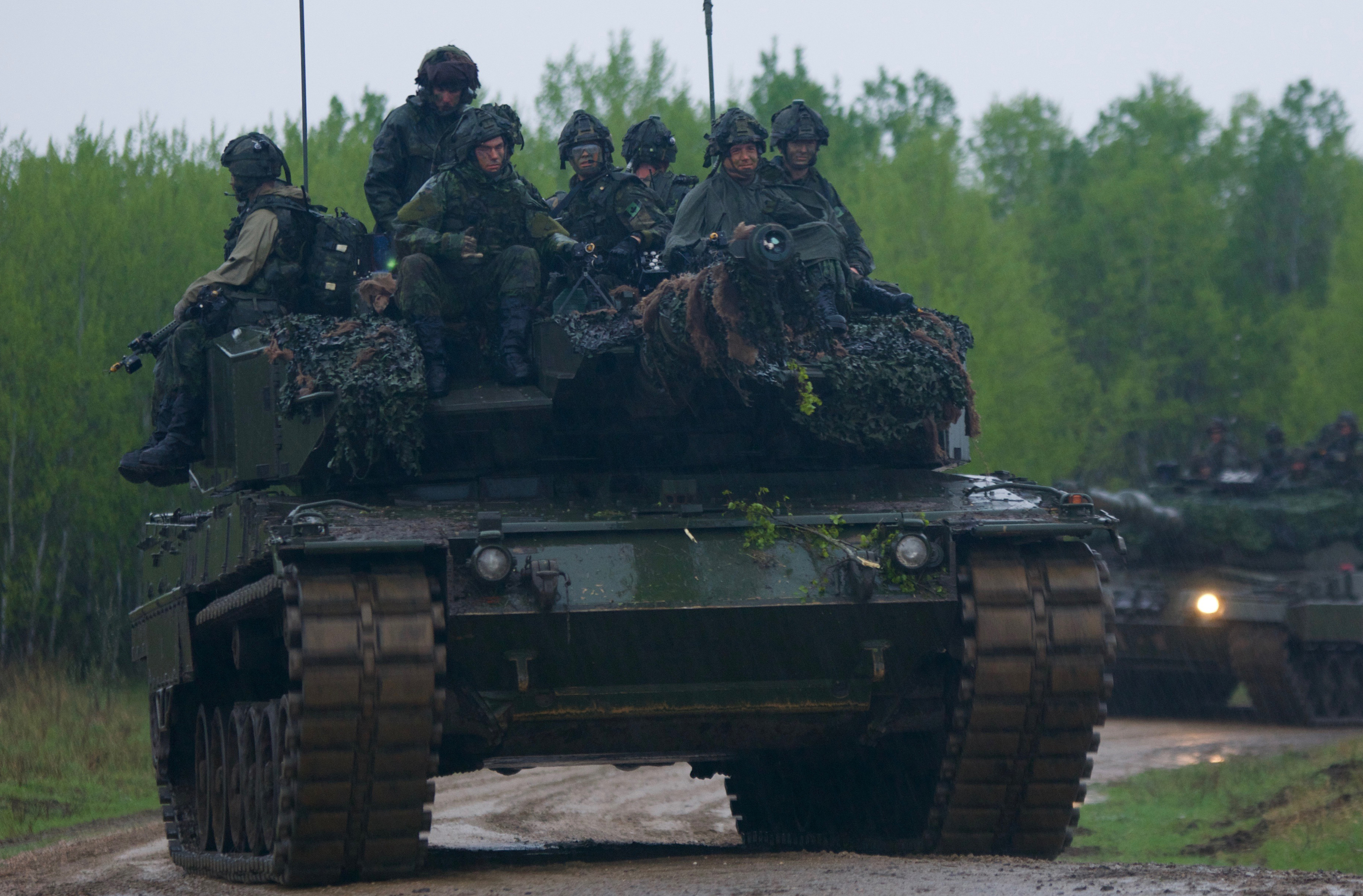
Leopard 2A4M CAN
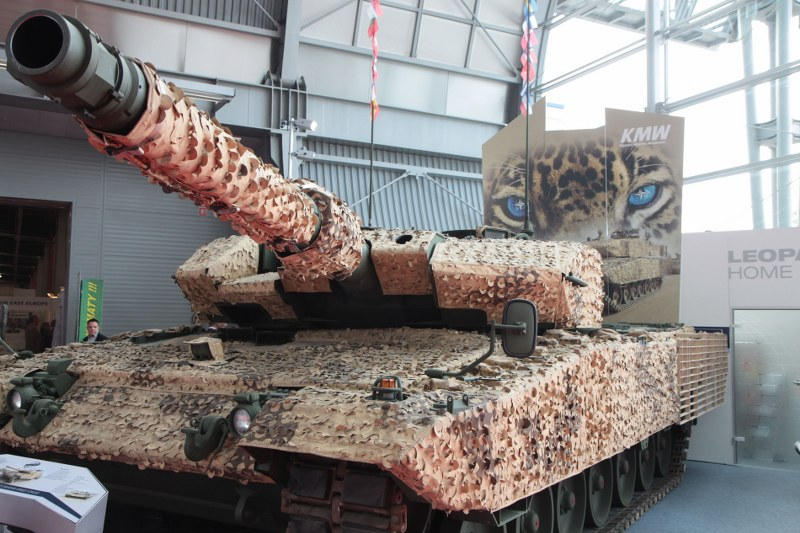
Leopard 2A4M CAN
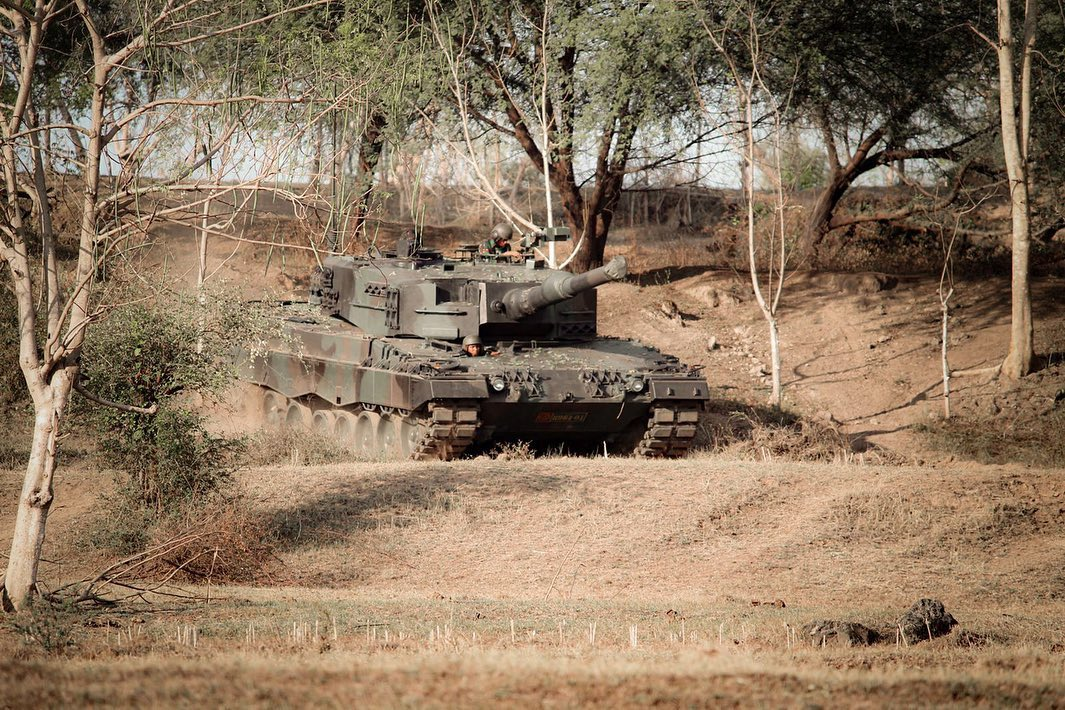
Leopard 2A4+RI
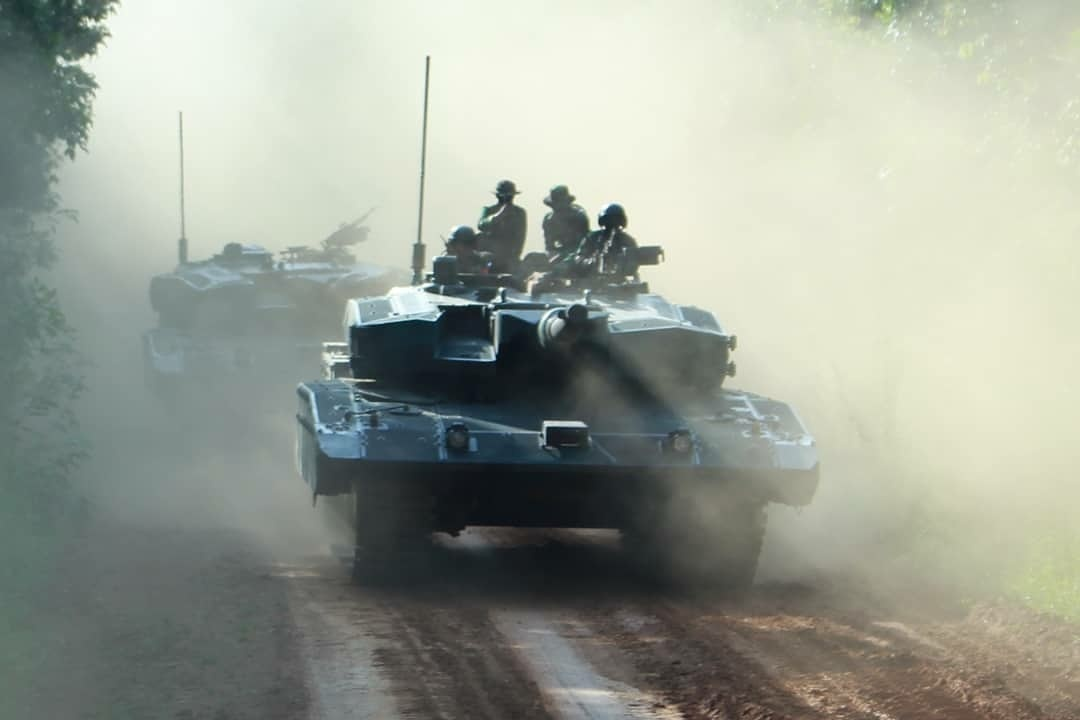
Leopard 2RI